# Günter Heßelmann
Günter Heßelmann (* 3. August 1925 in Dinslaken; † 12. September 2010 ebenda) war ein deutscher Langstrecken- und Hindernisläufer.
Als Vertreter des SuS 09 Dinslaken nahm Heßelmann 1952 gemeinsam mit seinen Teamkollegen Maria Sander und Rolf Lamers an den Olympischen Sommerspielen 1952 im finnischen Helsinki teil. Mit einer handgestoppten Zeit von 9:05,0 Minuten (elektronisch gestoppt: 9:04,93 min) qualifizierte sich der Deutsche hinter dem Sowjet Wladimir Kasanzew für das Finale im 3000-Meter-Hindernislauf. Dort erreichte der 171 Zentimeter große und 62 Kilogramm schwere Athlet nach 8:55,8 Minuten (elektronisch gestoppt: 8:55,98 min) als Sechster das Ziel.
1952 erreichte Heßelmann für Dinslaken die Silbermedaille bei den Deutschen Leichtathletik-Meisterschaften, 1953 und 1955 außerdem die Bronzemedaille für den VfB Lohberg. Des Weiteren gewann er 1950 die Bronzemedaille beim 5000-Meter- sowie im folgenden Jahr die Silbermedaille beim 10.000-Meter-Lauf.
Nach seiner Karriere arbeitete Heßelmann als Hausmeister der Kaufmännischen Berufsschulen in Dinslaken. Auf verschiedenen Langstrecken erzielte er als Senior außerdem Erfolge bis hin zu Weltmeisterschaften. 1981 erreichte er bei den Senioren-Weltmeisterschaft im neuseeländischen Christchurch vier Goldmedaillen – über 1500, 5000 und 10.000 Meter sowie beim Cross Country.
Nach langer Krankheit verstarb Heßelmann im Alter von 85 Jahren und wurde fünf Tage nach seinem Tod auf dem Parkfriedhof Dinslaken beigesetzt.